# Izz ad-Dín al-Kassám
Šejch Izz ad-Dín al-Kassám (arabsky: عزّ الدين بن عبد القادر بن مصطفى بن يوسف بن محمد القسام, žil 19. listopadu 1882 – 20. listopadu 1935) byl syrský islámský duchovní a lokální vůdce boje proti britské a francouzské mandátní správě v Levantě. V dvacátých a třicátých letech 20. století byl odpůrcem sílícího sionistického hnutí.
Narodil se v roce 1882 v syrské provincii Osmanské říše. Studoval na univerzitě al-Azhar v Káhiře. Následně byl islámským duchovním ve svém rodném městě. Od roku 1911 se zapojil do libyjského odboje proti okupaci Italskou říší. Pro odboj vybíral finance a verboval bojovníky. V letech 1919 a 1920 se spojil s kurdským revolucionářem Ibrahimem Hananem a vedl vlastní odbojovou skupinu proti francouzské mandátní správě severní Sýrie.
Po porážce povstání emigroval do Palestiny. Zde se stal členem islámského vakfu (náboženské nadace), ve kterém poznal bídu místních Arabů. Prosazoval morální, politický a vojenský džihád jako řešení k ukončení britské nadvlády a sionistických aspirací v Palestině. Je znám jako otec moderního džihádistického hnutí a praotec palestinských „mučedníků“ (šáhidů). Založil a vedl organizaci Černá ruka (arabsky Al-kaf al-aswád‎). Zemřel roku 1935 poblíž Dženínu, kde byl obklíčen a zastřelen britskými vojáky. Je pohřben na muslimském hřbitově ve městě Nešer nedaleko Haify.
Šejch al-Kassám inspiroval radikální islamisty, a to především hnutí Hamás, které po něm pojmenovalo své vojenské křídlo založené roku 1992 – Brigády Izz ad-Dína al-Kassáma a rakety Kassám, kterými je ostřelován Izrael.

## Život
Narodil se ve městě Džabla v severozápadní Sýrii. Jeho otec byl zaměstnán u soudu vykonávajícího právo šaría a byl vyznavačem súfismu. Jeho děd byl duchovním vůdcem súfistického řádu kádiríje původem z Iráku. Al-Kassám studoval islámskou právní vědu (fiqh) sunnitského islámu v podobě tzv. hanífovského mazhabu. Někdy mezi lety 1902 až 1905 odcestoval do Káhiry studovat na univerzitu al-Azhar. Na univerzitě se seznámil s myšlením egyptských islámských teologů Muhammada Abda a Rašída Ridá. V roce 1909 se coby učenec (ulamá) vrátil do Džable, kde působil v tamní kádiríjské islámské škole (medrese). Následně byl také imámem v místní mešitě.
Během svého působení v Džable hlásal oživení islámských morálních principů. Zejména propagoval dodržování denních modliteb (salát) a půstu (saum) během ramadánu. Současně volal po zákazu hazardních her a konzumace alkoholických nápojů. Jeho učení získalo v Džable značnou oblibu. Al-Kassám byl také schopen si naklonit místní osmanskou správu, kterou v některých případech přesvědčil k vykonání práva šaría při závažných porušeních těchto norem. 
Poté, co v září 1911 vypukla italsko-turecká válka, ve které si Itálie nárokovala území osmanské Libye, al-Kassám vyhlásil sbírku na financování turecko-libyjského odboje. Místní osmanská správa ovšem jeho snahy nepodpořila a nařídila, aby občané dávali příspěvky rovnou vedení města. Ti ale neuposlechli. Správa města se poté pokusila al-Kassáma odsoudit do vězení, což se jí ale nezdařilo. V červnu 1912 během své páteční modlitby vyzval věřící k připojení se k džihádu proti Italům. Al-Kassám takto naverboval desítky mužů, kterým financoval cestu do Libye. Později téhož roku se vydal s desítkami až nižšími stovkami dobrovolníků (mudžáhidů) do tureckého přístavu İskenderun, odkud chtěli odplout do Libye. To jim však úřady nepovolily a byli nuceni se vrátit do Džable. Tam za vybrané finance založili medresu.
Po vypuknutí první světové války narukoval do osmanské armády, ve které získal výcvik. V armádě působil coby duchovní na základně u Damašku. Po válce došlo k rozpadu Osmanské říše a rozdělení území Blízkého východu mezi Francii a Spojené království. Po návratu do Džable založil odbojovou skupinu proti francouzské mandátní správě. Jeho rolí bylo zajišťovat finance pro nákup zbraní. Ačkoliv v roce 1920 krátce existovalo nezávislé Syrské arabské království, francouzská armáda nakonec povstání potlačila. Al-Kassám poté uprchl ze země.
Po potlačení povstání al-Kassám prchal přes syrské město Tartús, libanonský Bejrút až do Haify v Palestině, která byla pod britskou mandátní správou. Tam vyučoval v medresách pod správou vakfu. Zaměřoval se na vzdělávání chudých palestinských Arabů, pro které například zřizoval večerní náboženské školy. V Haifě se setkal s arabskými zemědělci vyhnanými z pozemků na severu území, které vykupoval sionistický Židovský národní fond. Al-Kassám si i zde mezi chudými vybudoval značnou oblibu a pravidelně kázal při významném islámském svátku mawlid. 
V roce 1929 se stal soudním zapisovatelem manželství v oblasti kolem Haify. V jeho obvodu byly severní vesnice, kde žili chudí Arabové a migranti vyhnaní židovskými osadníky. Tato zkušenost al-Kassáma politicky radikalizovala. Během svých mší začal věřící vesničany vyzývat k organizaci odbojových organizací proti britské mandátní správě a židovským osadníkům. Od damašského muftího brzy poté obdržel dobrozdání (fatvu), že boj proti Britům a Židům je přípustný.
V letech 1930 a 1931 vytvořil řadu povstaleckých a vzájemně autonomních buněk. Většina z nich působila na severu Palestiny, ale některé byly aktivní také v Gaze na jihu území. Al-Kassám věřil, že není možné bojovat proti sionistickému osídlování Palestiny bez boje proti britské mandátní správě. Současně odboj stavěl na náboženském konfliktu, nikoliv národnostním. Jeho bojovníci měli i proto zastávat přísně náboženské morální hodnoty (například pomáhat chudým, pravidelně se modlit). Měli si také nechat narůst plnovous (na znamení účasti v džihádu) a vždy při sobě nosit korán. Mezi jeho následovníky byla řada negramotných rolníků, které vedle výcviku učil také číst.
Jeho guerillová organizace se stala známou jako Černá ruka (al-kaff al-aswad). Hnutí se do této podoby zformovalo po nepokojích z roku 1929. Organizace ovšem brzy zažila rozkol, kdy křídlo vedené radikálnějším Abu Ibrahimem al-Kabirem chtělo otevřený boj proti Židům a Britům, zatímco al-Kassám věřil, že hnutí na tuto konfrontaci zatím není připraveno. Hnutí následně vedlo menší přepadové operace v židovských osadách. Do roku 1935 hnutí čítalo stovky mužů, kteří přepadali osady a sabotovali britskou infrastrukturu. 
V listopadu 1935 britské jednotky připsaly smrt policisty v Palestině al-Kassámově organizaci. Al-Kassám následně s dalšími muži uprchl do hor, kde je živili místní vesničané. Britské jednotky je nakonec obklíčily a při přestřelce al-Kassám a další tři muži padli. Ostatní byli zatčeni. Jeho pohřbu se účastnily tři tisíce osob, zejména chudých vesničanů a dělníků.   